# 주안 호르단
주안 호르단 모레노(카탈루냐어: Joan 스페인어: Jordán Moreno, 1994년 7월 6일 ~ )는 스페인의 축구 선수로, 현재 스페인 라리가의 세비야 FC에서 알라베스로 임대되어 활약하고 있다. 포지션은 중앙 미드필더이다.